# Hans Jörg Stetter
Hans Jörg Stetter (Munique, 8 de abril de 1930) é um matemático alemão, que trabalha com análise numérica.
Stetter estudou na Universidade de Munique e depois na Universidade Técnica de Munique, e esteve em um intercâmbio em Fort Collins na Universidade do Estado do Colorado (na época ainda denominada Colorado State College of Agriculture and Mechanic Arts). Obteve um doutorado na Universidade Técnica de Munique em 1956, orientado por Robert Sauer, com a tese Beiträge zum Wechselwirkungsproblem in linearisierter Überschallströmung. Foi a partir de 1965 professor da Technische Hochschule Wien (a partir de 1975 Universidade Técnica de Viena).
Mais tarde voltou-se para a solução numérica de equações diferenciais ordinárias (EDO), reconhecido como um especialista (análise de erro, expansão assintótica e outros). Seguindo ideias do astrônomo Pedro Elias Zadunaisky (e anteriormente por Lewis Fry Richardson) desenvolveu na década de 1970 um procedimento iterativo para estimativa de erro em ODE (método da correção do defeito).
Foi palestrante convidado do Congresso Internacional de Matemáticos em Vancouver (1974: Recent Progress on the numerical treatment of ordinary differential equations). Em 1984 foi eleito membro da Academia Leopoldina.

## Obras
- Analysis of Discretization Methods in Ordinary Differential Equations,  Springer 1973
- Numerical Polynomial Algebra, SIAM 2004
- Asymptotic expansions for the error in discretization algorithms for non-linear functional equations, Numerische Mathematik, Volume 7, 1965
- The defect correction principle and discretization methods, Numerische Mathematik, Volume 29, 1978, 425-433
- com F. L. Bauer: Zur numerischen Fourier-Transformation, Numerische Mathematik, Volume 1, 1959, 208-220
- com K. Böhmer (Eds.): Defect correction methods, Springer 1984